# فرخ أباد (جهاد أباد كرمان)
فرخ أباد (بالفارسية: فرخ‌آباد) هي قرية تقع في إيران في البلدة المركزية. يقدر عدد سكانها بـ 112 نسمة .